# Plutonier major

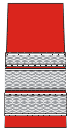
Însemnul de plutonier major în Armata Română.

Plutonier major este un grad militar de subofițer superior plutonierului și inferior plutonierului adjutant.
Ca însemn al epoleților, în Armata Română, este reprezentat prin două galoane de 16 mm și unul de 10 mm.